# 桑·蘇拿辛奴
桑·蘇拿辛奴（英語：Jean Solórzano，1988年1月8日—），是一名哥斯達黎加職業足球員，司職前鋒，現效力澳職球會布里斯班獅吼。
早年效力國內球會阿拉祖蘭斯，期間已先後被外借至澳職，2014年正式加盟獅吼，2013/14球季曾創造出7場入6球的出色紀錄。